# Puchar Wysp Owczych w piłce siatkowej mężczyzn (2020)
Puchar Wysp Owczych w piłce siatkowej mężczyzn 2020 (far. Steypakappingar í flogbólti menn 2020) – 21. sezon rozgrywek o siatkarski Puchar Wysp Owczych. Zainaugurowany został 11 stycznia i trwał do 22 lutego 2020 roku. W rozgrywkach o Puchar Wysp Owczych wzięło udział osiem klubów z Meistaradeild i 1. deild.
Rozgrywki składały się z fazy grupowej, półfinałów oraz finału. W fazie grupowej osiem drużyn podzielonych zostało na dwie grupy. W grupie zespoły rozegrały między sobą po jednym spotkaniu. Dwie najlepsze drużyny z każdej grupy uzyskały awans do półfinału.
Finał odbył się w Stórhøll á Hálsi w Thorshavn. Puchar Wysp Owczych zdobył klub Mjølnir, pokonując w finale SÍ.

## Drużyny uczestniczące
| Meistaradeild 4 drużyny | Meistaradeild 4 drużyny |
| ----------------------- | ----------------------- |
| Fleyr                   | półfinał                |
| ÍF                      | półfinał                |
| Mjølnir                 | zwycięstwo              |
| SÍ                      | finał                   |

| 1. deild 4 drużyny  | 1. deild 4 drużyny |
| ------------------- | ------------------ |
| Fleyr b             | faza grupowa       |
| ÍF b                | faza grupowa       |
| SÍ b                | faza grupowa       |
| Tvøroyrar Bóltfelag | faza grupowa       |

## Rozgrywki

### Faza grupowa

#### Grupa 1
Tabela
| Lp. | Drużyna | Pkt | Mecze | Mecze   | Mecze   | Sety | Sety | Sety | Małe punkty | Małe punkty | Małe punkty |
| Lp. | Drużyna | Pkt | M     | W (3:2) | P (2:3) | wyg. | prz. | +/-  | zdob.       | str.        | +/-         |
| --- | ------- | --- | ----- | ------- | ------- | ---- | ---- | ---- | ----------- | ----------- | ----------- |
| 1 | Mjølnir | 9   | 3     | 3 (0)   | 0 (0)   | 9    | 2    | +7   | 276         | 227         | +49         |
| 2 | SÍ      | 6   | 3     | 2 (0)   | 1 (0)   | 7    | 4    | +3   | 259         | 226         | +33         |
| 3 | SÍ b    | 3   | 3     | 1 (0)   | 2 (0)   | 5    | 6    | –1   | 242         | 262         | –20         |
| 4 | Fleyr b | 0   | 3     | 0 (0)   | 3 (0)   | 0    | 9    | –9   | 169         | 231         | –62         |
| Źródło: fbf.fo Zasady ustalania kolejności: 1. liczba zdobytych punktów; 2. bilans setów; 3. bilans małych punktów. Punktacja: 3:0 i 3:1 - 3 pkt; 3:2 - 2 pkt; 2:3 - 1 pkt; 1:3 i 0:3 - 0 pkt awans do półfinału |         |     |       |         |         |      |      |      |             |             |             |

Wyniki spotkań
| 11.01.2020    | Mjølnir | 3:1 (25:20, 23:25, 25:18, 25:22) | SÍ | Badmintonhøllin, Klaksvík |  |
| 14:30 (UTC±0) |         |                                  |    |                           |  |

| 11.01.2020    | Fleyr b | 0:3 (24:26, 18:25, 23:25) | SÍ b | Stórhøll á Hálsi, Thorshavn |  |
| 14:30 (UTC±0) |         |                           |      |                             |  |

| 16.01.2020    | SÍ | 3:0 (25:15, 25:12, 25:15) | Fleyr b | Sørvágur |  |
| 18:00 (UTC±0) |    |                           |         |          |  |

| 16.01.2020    | SÍ b | 1:3 (25:23, 21:25, 15:25, 19:25) | Mjølnir | Sørvágur |  |
| 20:00 (UTC±0) |      |                                  |         |          |  |

| 25.01.2020    | Mjølnir | 3:0 (25:16, 30:28, 25:18) | Fleyr b | Badmintonhøllin, Klaksvík |  |
| 14:30 (UTC±0) |         |                           |         |                           |  |

| 26.01.2020    | SÍ | 3:1 (24:26, 25:19, 25:21, 25:20) | SÍ b | Sørvágur |  |
| 14:30 (UTC±0) |    |                                  |      |          |  |

#### Grupa 2
Tabela
| Lp. | Drużyna             | Pkt | Mecze | Mecze   | Mecze   | Sety | Sety | Sety | Małe punkty | Małe punkty | Małe punkty |
| Lp. | Drużyna             | Pkt | M     | W (3:2) | P (2:3) | wyg. | prz. | +/-  | zdob.       | str.        | +/-         |
| --- | ------------------- | --- | ----- | ------- | ------- | ---- | ---- | ---- | ----------- | ----------- | ----------- |
| 1 | Fleyr               | 8   | 3     | 3 (1)   | 0 (0)   | 9    | 3    | +6   | 278         | 238         | +40         |
| 2 | ÍF                  | 7   | 3     | 2 (0)   | 1 (1)   | 8    | 4    | +4   | 272         | 189         | +83         |
| 3 | ÍF b                | 3   | 3     | 1 (0)   | 2 (0)   | 5    | 7    | –2   | 257         | 265         | –8          |
| 4 | Tvøroyrar Bóltfelag | 0   | 3     | 0 (0)   | 3 (0)   | 1    | 9    | –8   | 128         | 243         | –115        |
| Źródło: fbf.fo Zasady ustalania kolejności: 1. liczba zdobytych punktów; 2. bilans setów; 3. bilans małych punktów. Punktacja: 3:0 i 3:1 - 3 pkt; 3:2 - 2 pkt; 2:3 - 1 pkt; 1:3 i 0:3 - 0 pkt awans do półfinału |                     |     |       |         |         |      |      |      |             |             |             |

Wyniki spotkań
| 12.01.2020    | Tvøroyrar Bóltfelag | 0:3 (16:25, 19:25, 21:25) | Fleyr | Ítróttarhøllin, Trongisvágur |  |
| 15:00 (UTC±0) |                     |                           |       |                              |  |

| 12.01.2020    | ÍF | 3:1 (22:25, 25:17, 25:21, 25:19) | ÍF b | Ítróttar- & samkomuhøllin, Kambsdalur |  |
| 15:00 (UTC±0) |    |                                  |      |                                       |  |

| 14.01.2020    | Fleyr | 3:2 (21:25, 25:19, 25:22, 21:25, 15:9) | ÍF | Stórhøll á Hálsi, Thorshavn |  |
| 20:00 (UTC±0) |       |                                        |    |                             |  |

| 17.01.2020    | ÍF b | 3:1 (25:13, 18:25, 25:17, 25:17) | Tvøroyrar Bóltfelag | Ítróttar- & samkomuhøllin, Kambsdalur |  |
| 20:00 (UTC±0) |      |                                  |                     |                                       |  |

| 25.01.2020    | ÍF | 3:0 (25:0, 25:0, 25:0) | Tvøroyrar Bóltfelag | Ítróttar- & samkomuhøllin, Kambsdalur |  |
| 15:00 (UTC±0) |    |                        |                     |                                       |  |

| 26.01.2020    | Fleyr | 3:1 (25:20, 25:19, 21:25, 25:18) | ÍF b | Stórhøll á Hálsi, Thorshavn |  |
| 15:00 (UTC±0) |       |                                  |      |                             |  |

### Półfinały
| 08.02.2020    | Mjølnir | 3:1 (23:25, 25:18, 25:22, 25:22) | ÍF | Badmintonhøllin, Klaksvík |  |
| 19:00 (UTC±0) |         |                                  |    |                           |  |

| 08.02.2020    | Fleyr | 2:3 (23:25, 25:19, 25:23, 23:25, 11:15) | SÍ | Badmintonhøllin, Klaksvík |  |
| 17:00 (UTC±0) |       |                                         |    |                           |  |

### Finał
| 22.02.2020    | Mjølnir | 3:0 (25:15, 25:19, 29:27) | SÍ | Stórhøll á Hálsi, Thorshavn |  |
| 16:00 (UTC±0) |         |                           |    |                             |  |